# Liste der Kulturdenkmale in Noßlitz
In der Liste der Kulturdenkmale in Noßlitz sind die Kulturdenkmale des Nossener Ortsteils Noßlitz verzeichnet, die bis Mai 2021 vom Landesamt für Denkmalpflege Sachsen erfasst wurden (ohne archäologische Kulturdenkmale). Die Anmerkungen sind zu beachten.
Diese Aufzählung ist eine Teilmenge der Liste der Kulturdenkmale in Nossen.

## Noßlitz
| Bild           | Bezeichnung | Lage                     | Datierung                 | Beschreibung | ID       |
| -------------- | --- | ------------------------ | ------------------------- | --- | -------- |
| Weitere Bilder | Vierseithof mit Wohnstallhaus, zwei Seitengebäuden, Scheune, Torbogen, Hofpflaster, Bauerngarten und Streuobstwiese | Noßlitz 3 (Karte)        | Bezeichnet mit 1798       | Eines der beeindruckendsten ländliches Anwesen des Landkreises Meißen, Fachwerkensemble, Bauerngarten einschließlich Stützmauer und Buchsbaumeinfassung sowie Streuobstwiese südlich des Hofes bis zur Straße, Anwesen von besonderer baugeschichtlicher und wirtschaftsgeschichtlicher Bedeutung, auf Grund seines geschlossenen Charakters mit Seltenheitswert. - Wohnstallhaus: Fachwerk massiv untersetzt, bezeichnet mit 1798 - westliches Seitengebäude: Fachwerk massiv untersetzt, alte Fenster - nördliches Seitengebäude: Fachwerk massiv untersetzt, Dacherker, Uhr, Fledermausgauben, alte Fenster - Scheuen: ebenfalls Fachwerk - Torbogen: gerader Abschluss, Scheitelstein - Bauerngarten, Streuobstwiese und Hofpflaster Nebenanlagen zu den Baulichkeiten | 09268335 |
| Weitere Bilder | Wohnstallhaus, Stallgebäude und Seitengebäude eines ehemaligen Vierseithofes, sowie Bauerngarten                    | Noßlitz 9 (Karte)        | Bezeichnet mit 1832       | Alle Gebäude Fachwerk, weitgehend geschlossen erhaltene Hofanlage, baugeschichtlich und wirtschaftsgeschichtlich von Bedeutung. Alle: Fachwerk massiv untersetzt. | 09268336 |
| Weitere Bilder | Wohnhaus | Noßlitz 17 (bei) (Karte) | 1. Hälfte 19. Jahrhundert | Obergeschoss Fachwerk, baugeschichtlich von Bedeutung. Fachwerk massiv untersetzt, Giebel verbrettert. | 09268337 |

## Tabellenlegende
- Bild: Bild des Kulturdenkmals, ggf. zusätzlich mit einem Link zu weiteren Fotos des Kulturdenkmals im Medienarchiv Wikimedia Commons. Wenn man auf das Kamerasymbol klickt, können Fotos zu Kulturdenkmalen aus dieser Liste hochgeladen werden:
- Bezeichnung: Denkmalgeschützte Objekte und ggf. Bauwerksname des Kulturdenkmals
- Lage: Straßenname und Hausnummer oder Flurstücknummer des Kulturdenkmals. Die Grundsortierung der Liste erfolgt nach dieser Adresse. Der Link (Karte) führt zu verschiedenen Kartendiensten mit der Position des Kulturdenkmals. Fehlt dieser Link, wurden die Koordinaten noch nicht eingetragen. Sind diese bekannt, können sie über ein Tool mit einer Kartenansicht einfach nachgetragen werden. In dieser Kartenansicht sind Kulturdenkmale ohne Koordinaten mit einem roten bzw. orangen Marker dargestellt und können durch Verschieben auf die richtige Position in der Karte mit Koordinaten versehen werden. Kulturdenkmale ohne Bild sind an einem blauen bzw. roten Marker erkennbar.
- Datierung: Baubeginn, Fertigstellung, Datum der Erstnennung oder grobe zeitliche Einordnung entsprechend des Eintrags in der sächsischen Denkmaldatenbank
- Beschreibung: Kurzcharakteristik des Kulturdenkmals entsprechend des Eintrags in der sächsischen Denkmaldatenbank, ggf. ergänzt durch die dort nur selten veröffentlichten Erfassungstexte oder zusätzliche Informationen
- ID: Vom Landesamt für Denkmalpflege Sachsen vergebene, das Kulturdenkmal eindeutig identifizierende Objekt-Nummer. Der Link führt zum PDF-Denkmaldokument des Landesamtes für Denkmalpflege Sachsen. Bei ehemaligen Kulturdenkmalen können die Objektnummern unbekannt sein und deshalb fehlen bzw. die Links von aus der Datenbank entfernten Objektnummern ins Leere führen. Ein ggf. vorhandenes Icon  führt zu den Angaben des Kulturdenkmals bei Wikidata.